# Ломјанки
Ломјанки (пољ. Łomianki) град је у Мазовском војводству. Спада у приградска насеља Варшаве. Статус града добио је 1989. године. Град је средиште истоимене општине. Градоначелник града и општине је од 2006. године Вјеслав Пшзолковски пољ. Wiesław Pszczółkowski.
У граду живи око 20.300 људи.

## Демографија
| 2012.  |
| ------ |
| 16.600 |

## Партнерски градови
- Noyelles-lès-Vermelles
- Колумбија Хајтс